# Lupta de la Predeal (1916)
Lupta de la Predeal a fost o acțiune militară de nivel tactic, desfășurată pe Frontul Român, în timpul campaniei din anul 1916 a participării României la Primul Război Mondial. Ea s-a desfășurat în perioada 29 septembrie/12 octombrie - 10/23 octombrie 1916 și a avut ca rezultat victoria forțelor Puterilor Centrale, în ea fiind angajate forțe române din Divizia 10 Infanterie și Divizia 21 Infanterie și forțe ale Puterilor Centrale din Divizia 187 Infanterie germană și Divizia 51 Honvezi ungară. A făcut parte din acțiunile militare care au avut loc în bătălia de pe Valea Prahovei.:p. 415

## Comandanți

### Comandanți români
- General Arthur Văitoianu
- General Dimitrie Lambru

### Comandanți ai Puterilor Centrale
- General Edwin Sunkel
- General Béla Tanárky